# زن مطلوب
زنِ مطلوب (انگلیسی: The Desired Woman) یک فیلم صامت در سبک درام به کارگردانی مایکل کورتیز است که در سال ۱۹۲۷ منتشر شد. از بازیگران آن می‌توان به آیرین ریچ و ریچارد تاکر اشاره کرد. هیچ نسخه‌ای از این فیلم باقی نمانده است.